# Bruce Weber
Pour les articles homonymes, voir Weber.
Bruce Weber est un photographe et cinéaste américain né le 29 mars 1946 à Greensburg (Pennsylvanie). Il est surtout célèbre pour ses campagnes de publicité pour les marques de vêtements Calvin Klein, Abercrombie & Fitch, Moncler, et Ralph Lauren.

## Biographie
Bruce Weber étudie la photographie à l'Université de Princeton. Il s'installe ensuite à New York et poursuit ses études à la New School for Social Research puis à l'Université de New York. Il effectue sa première exposition en solo en 1974 à la Razor Gallery de New York.
Ses premières photographies de mode sont publiées à la fin des années 1970 dans le magazine GQ dont Bruce Weber fera la couverture à plusieurs reprises.
Rapidement reconnu comme un des pionniers de la photographie de mode masculine, il attire l'attention du grand public des années 1980 au début des années 1990 avec les images qu'il réalise pour la campagne de publicité Calvin Klein. Soutenu par Grace Coddington, il travaille régulièrement pour Vogue.
Il a longtemps été photographe pour la marque de vêtements Abercrombie & Fitch.
En 2006, Weber photographie la collection hiver 2006 de la marque Ralph Lauren, pour A.P.C. deux ans après, la marque de sportswear Moncler pendant plusieurs années, ou encore pour le sac Lady Dior dans les années 2010 où il photographie Marion Cotillard.
Weber est également connu pour avoir lancé la carrière dans le mannequinat de Isabella Rossellini, ainsi que pour avoir travaillé avec Christy Turlington à ses débuts de mannequin, avant qu'elle ne devienne un des Supermodels.

## Prix et récompenses
- 1994, Prix de la photographie appliquée

## Accusations d'exploitation sexuelle
En janvier 2018, dans la foulée de l'affaire Weinstein, des mannequins masculins accusent Bruce Weber de comportements sexuels déplacés,.

## Son œuvre

### Photos
Les photos de Weber sont le plus souvent en noir et blanc. Weber, bien qu'il ne soit pas le seul à le faire 
— comme les grecs antiques, George Platt Lynes et plusieurs autres — montre au grand public la beauté délicatement ciselée de l'homme. Il est notamment connu pour ses photos des jumeaux Brewer et des jumeaux Carlson.
Ses photos directes en noir et blanc représentant, un couple hétérosexuel déshabillé sur une balançoire, deux hommes habillés dans un lit ou le mannequin Marcus Schenkenberg nu dans un jean sous la douche, lui ont permis d'être reconnu par le grand public. Sa photo pour Calvin Klein de l'athlète Tom Hintnaus en slip blanc est une image emblématique.
Ses photos sont souvent rassemblées dans des ouvrages en édition limitée, par exemple, A House is Not a Home et Bear Pond, un travail récent dont l'un des modèles est Eric Nies, l'une des vedettes de l'émission de MTV, The Real World.
En septembre 2009, Bruce Weber devient le premier photographe à faire poser le footballeur Yoann Gourcuff (rarissime dans la presse) pour un numéro spécial du magazine L'Équipe.
Il réalise durant trois ans les images des campagnes publicitaires, se mettant parfois en scène lui-même, ainsi qu'un court métrage de 24 minutes, pour la marque italienne Moncler,.

### Films
À la fin des années 1980, Weber se tourne vers la réalisation de films. Il réalise des films ayant pour sujet des jeunes boxeurs (Broken Noses, 1987) et le trompettiste de jazz Chet Baker (Let's Get Lost, 1988).
En 2001, il réalise un film intitulé Chop Suey Club. Filmé en noir et blanc, ce film documentaire traite à la fois du lutteur Peter Johnson, ainsi que de la carrière et des sources d'inspiration de Weber. En 2004, il réalise le documentaire contre la guerre A Letter to True.

### Clips vidéo
En 1988, Weber est contacté par le groupe pop britannique Pet Shop Boys, alors que le groupe est à New York pour travailler sur l'album Results de Liza Minnelli. Les Pet Shop Boys souhaitent que Weber réalise la vidéo de leur prochain single Domino Dancing tiré de leur album Introspective. Weber est intéressé, mais trop occupé par la réalisation de son film sur Chet Baker pour accepter.
Deux ans passent avant qu'une autre opportunité ne se présente. En 1990, les Pet Shop Boys sortent leur nouvel album Behaviour dont Being Boring est le single. Weber accepte la proposition et réalise le clip qui est la fois acclamé et controversé. L'idée de Weber est de filmer une fête à laquelle participent des personnes très diverses. Filmé en une journée par deux équipes dans une maison de Long Island, c'est, avec un coût de 225 000 $, le clip le plus onéreux des Pet Shop Boys. Bien que sans contenu sexuel explicite, la vision des fesses d'un homme au début du clip suffit pour que le clip ne soit pas diffusé sur MTV aux États-Unis.
Weber réalise également le clip du morceau Blue Spanish Sky de Chris Isaak.
Les Pet Shop Boys appréciant énormément le clip réalisé par Weber, le sollicitent à nouveau en 1996 pour le clip de Se a vida é, un des morceaux de leur album aux influences latino Bilingual. Ce clip est tourné à Wet 'n' Wild, un parc aquatique près d'Orlando en Floride.
Six ans plus tard, en 2002, Weber réalise à nouveau un clip des Pet Shop Boys, pour le morceau I Get Along tiré de l'album Release. L'idée de Weber est de filmer l'une de ses séances de photos ayant lieu dans son propre studio Little Bear de New York. Le clip a l'allure d'un documentaire, en montrant les mannequins, ainsi que les Pet Shop Boys, dînant et se préparant pour la séance de photo. La version DVD comprend un court film illustrant le morceau E-mail.

### Publications
- (en) Bruce Weber, Blood Sweat And Tears : Or How I Stopped Worrying And Learned to Love Fashion, Te Neues Publishing Company, 2005, 447 p. (ISBN 3-8327-9098-5, présentation en ligne)
- (en) Bruce Weber, All-American, Little Bear Press, 2001 (ISBN 0-9705745-1-7)
- (en) Bruce Weber, Branded Youth : and Other Stories, Bulfinch, 1997, 288 p. (ISBN 0-8212-2525-1)

### Ouvrages sur lui
- Bruce Weber sur akoun.com (nécessite un compte)